# Schizodactylidae
Schizodactylidae, porodica kukaca iz reda Orthoptera, jedina u nadporodici Schizodactyloidea. Sastoji se od dva roda s ukupno 15 vrsta. Žive na pjeskovitim i pustinjskim tlima po čemu su u engleskom jeziku poznati kao dune crickets, a pronađeni su u Africi i Aziji.
Prdstavnici sve porodice nastanjuju pustinjska i pjeskovita tla, a karakteristično im je što su karnivorne a prisutan je i kanibalizam.

## Rodovi
Potporodica Comicinae 
- Comicus

Comicus arenarius
Comicus cabonegrus
Comicus calaharicus
Comicus calcaris
Comicus campestris
Comicus capensis
Comicus carnalli
Comicus cavillorus
Potporodica Schizodactylinae 
- Schizodactylus

Schizodactylus brevinotus
Schizodactylus burmanus
Schizodactylus hesperus
Schizodactylus inexpectatus
Schizodactylus minor
Schizodactylus monstrosus
Schizodactylus tuberculatus

## Vanjske poveznice
- "The Biology, Nymphal Stages, and Life Habits of the Endemic Sand Dune Cricket Schizodactylus inexpectatus (Werner, 1901) (Orthoptera: Schizodactylidae)  Arhivirana inačica izvorne stranice od 12. listopada 2013. (Wayback Machine)